# Station Écully-la-Demi-Lune
Station Écully-la-Demi-Lune is een spoorwegstation aan de spoorlijn Lyon-Saint-Paul - Montbrison. Het ligt in de Franse gemeente Tassin-la-Demi-Lune in het departement Rhône (Auvergne-Rhône-Alpes).

## Geschiedenis
Het station is op 17 januari 1876 geopend, na de verlenging van de spoorlijn tussen L'Arbesle en Sain-Bel naar Station Lyon-Saint-Paul.
In 2010 en 2011 werd het station gemoderniseerd, vanwege de komst van de Tram-Train van Lyon.

## Ligging
Het station ligt op kilometerpunt 3,921 van de spoorlijn Lyon-Saint-Paul - Montbrison.

## Diensten
Het station wordt aangedaan door verschillende treinen van TER Rhône-Alpes:
- Lyon-Saint-Paul - Brignais;
- Lyon-Saint-Paul - Sain-Bel (Tram-Train van Lyon);
- Lyon-Saint-Paul - Lozanne.

### Vorige en volgende stations
| Richting | Vorig station | Verbinding                            | Volgend station    | Richting        |
| -------- | ------------- | ------------------------------------- | ------------------ | --------------- |
| Sain-Bel | Tassin        | TER Rhône-Alpes (Tram-Train van Lyon) | Lyon-Gorge-de-Loup | Lyon-Saint-Paul |
| Lozanne  | Tassin        | TER Rhône-Alpes                       | Lyon-Gorge-de-Loup | Lyon-Saint-Paul |
| Brignais | Alaï          | TER Rhône-Alpes                       | Lyon-Gorge-de-Loup | Lyon-Saint-Paul |